# Happy Nation
Happy Nation är ett album från 1992 av den svenska popgruppen Ace of Base. Det var gruppens debutalbum.
Albumet släpptes i en andra version för den europeiska marknaden den 25 september 1993, Happy Nation US Version, och kort därpå, 23 november 1993, i Nordamerika under namnet The Sign. De olika versionerna av albumet tillsammans hade 1997 sålt 23 miljoner exemplar och var för en tid det bäst säljande debutalbumet någonsin.

## Album och singlar
Första singeln från albumet var Wheel of Fortune. Wheel of Fortune släpptes först i Danmark och Sverige men ingenting hände. Då släppte man den igen men ännu en gång så hände det ingenting. Mega Records gav singeln en tredje chans och släppte den endast i Danmark. Då började först klubbarna att spela singeln och sedan radio och till sist nådde singeln plats nummer 2 på den danska singellistan. Wheel of Fortune släpptes i övriga Europa med varierande resultat. 
Andra singeln blev All That She Wants. Singeln blev genast en monsterhit och nådde plats nummer 1 i 16 länder och var en topp 10-hit i övriga Europa. Tredje singeln Happy Nation var också en kassasuccé medan sista singeln Waiting For Magic endast släpptes i Skandinavien och som bäst nådde plats nummer 19 på den svenska singellistan. 
Mega Records ville släppa materialet i USA, men alla bolag där sa nej. Men Arista Records ville ge albumet en chans och signade bandet men de krävde nytt material. Bland annat två nya låtar samt en cover. Ace of Base gick med på detta och spelade in The Sign, Living In Danger & Don't Turn Around. 
Första singeln i USA blev All That She Wants som nådde plats nummer 2 på listan och såldes i mer än 1 miljon exemplar. Andra singel The Sign släpptes över hela världen och blev en lika stor framgång som All That She Wants. I USA toppade The Sign singellistan i 6 veckor. Även Don't Turn Around var en top 5 hit i USA och en succé över hela världen. Även sista singeln Living In Danger var en hitsingel. 
Albumet döptes om till The Sign i USA. Albumet släpptes också i Europa men går under namnet Happy Nation .US. Version och innehåller bonuslåten Hear Me Calling. Albumet toppade albumlistan i USA under 2 veckor och låg hela 102 veckor på listan. När albumet lämnade USA listan hade det sålts i mer än 9 miljoner exemplar. 2001 hade albumet passerat tio miljonersgränsen och Ace of Base blev tilldelade den sällsynta diamantskivan. 
Idag har dessa 3 utgåvor av debutalbumet sålts i mer än 23 miljoner exemplar och är ett av de mest sålda albumen någonsin.

## Låtlista
Happy Nation (originalversion):
1. "Voulez-Vous Danser"
2. "All That She Wants" (Jonas "Joker" Berggren; Ulf "Buddha" Ekberg)
3. "Münchhausen (Just Chaos)"
4. "Happy Nation (Faded Edit)"
5. "Waiting for Magic"
6. "Fashion Party"
7. "Wheel of Fortune"
8. "Dancer in a Daydream"
9. "My Mind" (Mindless Mix)
10. "Wheel of Fortune" (Original Club Mix)
11. "Dimension of Depth" (Instrumental)
12. "Young and Proud" (Jonas "Joker" Berggren; Ulf "Buddha" Ekberg)
13. "All That She Wants" (Banghra Version)

The Sign:
1. "All That She Wants" (Jonas "Joker" Berggren; Ulf "Buddha" Ekberg)
2. "Don't Turn Around" (Albert Hammond, Diane Warren)
3. "Young and Proud" (Jonas "Joker" Berggren; Ulf "Buddha" Ekberg)
4. "The Sign" (Jonas "Joker" Berggren)
5. "Living in Danger"
6. "Dancer in a Daydream"
7. "Wheel of Fortune"
8. "Waiting for Magic" (Total Remix 7")
9. "Happy Nation"
10. "Voulez-Vous Danser"
11. "My Mind" (Mindless Mix)
12. "All That She Wants" (Banghra Version)

Happy Nation (amerikansk version):
| Nr  | Titel                                | Kompositör                                                | Producent(er)                            | Längd |
| --- | ------------------------------------ | --------------------------------------------------------- | ---------------------------------------- | ----- |
| 1.  | All That She Wants                   | Jonas Berggren, Ulf Ekberg                                | Denniz Pop, Jonas Berggren, Ulf Ekberg   | 3:30  |
| 2.  | Don't Turn Around                    | Albert Hammond, Diane Warren                              | Per Adebratt, Tommy Ekman                | 3:51  |
| 3.  | Young and Proud                      | Jonas Berggren, Ulf Ekberg                                | Jonas Berggren, Ulf Ekberg               | 3:54  |
| 4.  | The Sign                             | Jonas Berggren                                            | Denniz Pop, Jonas Berggren, Douglas Carr | 3:09  |
| 5.  | Living in Danger                     | Jonas Berggren, Ulf Ekberg                                | Per Adebratt, Tommy Ekman                | 3:44  |
| 6.  | Voulez-Vous Danser                   | Jonas Berggren, Ulf Ekberg                                | Jonas Berggren, Ulf Ekberg, T.O.E.C.     | 3:21  |
| 7.  | Happy Nation                         | Jonas Berggren, Ulf Ekberg                                | Jonas Berggren; Ulf Ekberg               | 4:13  |
| 8.  | Hear Me Calling                      | Jonas Berggren, Ulf Ekberg, Jenny Berggren, Linn Berggren | Jonas Berggren, Ulf Ekberg               | 3:52  |
| 9.  | Waiting for Magic (Total Remix 7")   | Jonas Berggren, Ulf Ekberg                                | Ulf Ekberg, Stonestream                  | 3:49  |
| 10. | Fashion Party                        | Jonas Berggren                                            | Jonas Berggren, Ulf Ekberg               | 4:11  |
| 11. | Wheel of Fortune                     | Jonas Berggren, Ulf Ekberg                                | Jonas Berggren, Ulf Ekberg, T.O.E.C.     | 3:54  |
| 12. | Dancer in a Daydream                 | Jonas Berggren                                            | Jonas Berggren, Ulf Ekberg               | 3:39  |
| 13. | My Mind (Mindless Mix)               | Jonas Berggren, Ulf Ekberg                                | Jonas Berggren, Ulf Ekberg               | 4:10  |
| 14. | All That She Wants (Banghra Version) | Jonas Berggren, Ulf Ekberg                                | Denniz Pop, Jonas Berggren, Ulf Ekberg   | 4:14  |
| 15. | Happy Nation (Remix)                 | Jonas Berggren, Ulf Ekberg                                | Jonas Berggren, Ulf Ekberg, Douglas Carr | 3:44  |

## Singlar

### Happy Nation
- "Wheel of Fortune" (Europa)
- "All That She Wants" (internationellt)
- "Happy Nation" (Europa)
- "Waiting for Magic" (Skandinavien)

### Happy Nation, amerikansk version (återutgåva) / The Sign
- "All That She Wants" (internationellt)
- "The Sign" (internationellt)
- "Don't Turn Around" (internationellt)
- "Living in Danger" (internationellt)
- "Happy Nation" (Australien, Storbritannien och Tyskland)

## Guld & Platina
- Argentina: Platina*4
- Australien Platina
- Österrike Platina
- Belgien Guld
- Brasilien Guld
- Kanada Diamant
- Chile Platina
- Kina Platina
- Tjeckien Guld
- Danmark Platina*4
- Finland Guld
- Frankrike Diamant
- Tyskland Platina*3
- Indien Platina
- Indonesien Platina*4
- Irland Guld
- Italien Guld
- Grekland Guld
- Japan Platina *4
- Korea Platina *7
- Mexico Platina *3
- Holland Platina *2
- Nya Zeeland Platina *3
- Noge Platina *2
- Portugal Platina
- Singapore Platina *3
- Spanien Platina
- Sverige Platina *2
- Schweiz Platina *2
- Sydafrika Guld
- Malasia Platina *8
- Thailand Guld
- England Platina *2
- USA Diamant